# 安瀾橋 (四川)
安澜索桥位於四川省都江堰市，文物年代為清。1980年7月7日列為四川省重新確定公布的第一批省級文物保護單位。1982年2月24日公佈為第二批全國重點文物保護單位。

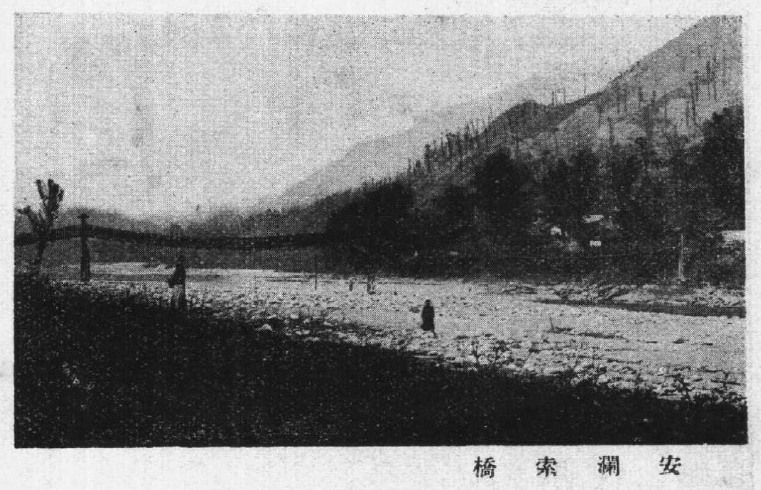
民國24年前之安瀾索橋